# Manfred Rommel
Manfred Rommel (Stoccarda, 24 dicembre 1928 – Stoccarda, 7 novembre 2013) è stato un politico tedesco, figlio unico di Erwin Rommel.

## Biografia
All'età di quattordici anni servì in una batteria antiaerea in qualità di Luftwaffenhelfer e in quel periodo pensò di entrare nelle Waffen SS, ma il padre si oppose a questa scelta. Era presente a casa dei genitori quando il padre fu costretto a suicidarsi per la sua presunta complicità nell'attentato a Hitler del 20 luglio 1944. A fine aprile 1945 Rommel disertò dal Reichsarbeitsdienst, consegnandosi all'avanzare della Prima Armata francese, dove venne personalmente interrogato dal generale Jean de Lattre de Tassigny.
Nel 1947 ottenne l'Abitur (diploma) a Biberach an der Riß e successivamente si laureò in giurisprudenza all'Università di Tubinga, in seguito esercitando come avvocato. Si sposò con Liselotte ed ebbe una figlia di nome Catherine.
Tra il 1951 e il 1953, assieme alla madre, collaborò con lo storico del Regno Unito Basil Liddell Hart alla riordinazione e pubblicazione del carteggio e delle memorie del padre.
Nel 1956 divenne Segretario di Stato del Land del Baden-Württemberg.
Esponente dell'Unione Cristiano Democratica Tedesca (CDU), Rommel si candidò a sindaco di Stoccarda nel 1974 e vinse con il 58,5% dei voti, venendo rieletto nel 1982 con il 69,8% dei consensi e nel 1990 con il 71,7% delle preferenze, divenendo uno dei borgomastri più amati della Germania. Come sindaco di Stoccarda, divenne noto per il suo sforzo di dare degna sepoltura ai terroristi "suicidi" della Rote Armee Fraktion, nonostante il timore che le tombe diventassero un punto di pellegrinaggio per la sinistra radicale.
Nel 1996, anno in cui concluse la sua carriera politica, si tenne un ricevimento in suo onore al Teatro statale Württemberg e nell'occasione il cancelliere Helmut Kohl lo insignì con l'Ordine al merito di Germania, elogiandolo per il modo con cui aveva saputo migliorare le relazioni tra Berlino e Parigi; poco dopo, il comune di Stoccarda gli concesse un'alta onorificenza.
Negli ultimi anni di vita venne colpito dalla malattia di Parkinson, ma ciò non gli impedì di scrivere libri di carattere politico e satirico; inoltre collaborò saltuariamente con lo Stuttgarter Zeitung.

## Onorificenze

### Cittadinanze onorarie
- Cittadino onorario de Il Cairo (1979)